# Bimón
Bimón es una localidad española del municipio de Las Rozas de Valdearroyo, perteneciente a la comunidad autónoma de Cantabria.

## Toponimia
El nombre del lugar puede encontrarse escrito con las grafías Bimón y Vimón.

## Geografía
La localidad está situada a 6 kilómetros de la capital del municipio y a 21 kilómetros de Reinosa siguiendo la carretera CA-730 que bordea el embalse del Ebro en su orilla sur. La altitud media sobre el nivel del mar es de 837 m s. n. m.
Se encuentra también muy cercano al pueblo burgalés de Arija, lugar muy conocido por sus arenales, que, al contacto con las orillas del pantano del Ebro, han dado lugar a playas artificiales muy concurridas en verano. Tiene un valor destacado un rodal de robles (Quercus robur) de gran tamaño muy próximo a las últimas casas de la parte alta del pueblo, la conocida como "campa de las fiestas", en donde uno de estos ejemplares se encuentra catalogado como árbol singular de Cantabria, con el n.º 101.
En cuanto a vegetación arbórea además del importante rodal de robles (Quercus robur) predominan las hayas, acebos, avellanos, pinares de Pinus sylvestris procedentes de repoblación forestal, serbal de cazadores... como especies representativas. En el estrato herbáceo y arbustivo podemos encontrar también una rica variedad de especies: tojos, brezales, helechos, genistas, etc.

## Historia
Hacia mediados del siglo XIX, el lugar, por entonces perteneciente al municipio de Campoo de Yuso, tenía contabilizada una población de 90 habitantes. Aparece descrito en el decimosexto y último volumen del Diccionario geográfico-estadístico-histórico de España y sus posesiones de Ultramar de Pascual Madoz con las siguientes palabras:

VIMON: l. en la prov. de Santander (14 leg.), part. jud. de Reinosa (2), dióc., aud. terr. y c. g. de Búrgos (17), ayunt. de Campo de Yuso. sit. al borde de la llanura de Vilga é inmediato al r. de este mismo nombre; su clima es frio y propenso á reumas y fiebres catarrales. Tiene 20 casas; igl. parr. (San Julian) servida por un cura de provision del diocesano en patrimoniales, y buenas aguas potables. Confina con térm. de la Riva, Arija, los Riconchos y Llano. El terreno es de tercera calidad y de secano; le baña el arroyo Nava. Hay 3 montes de roble, y prados naturales. Los caminos son locales. Recibe la correspondencia de Reinosa. prod.: granos, legumbres, lino, patatas y pastos; cria ganados, caza mayor y menor, y pesca de truchas y anguilas. ind.: trasporte de efectos comerciales. pobl.: 20 vec., 90 alm. contr.: con el ayuntamiento.
(Madoz, 1850, p. 320)

En la actualidad, pertenece al municipio de Las Rozas de Valdearroyo. En 2024, la entidad singular de población de Bimón tenía empadronados 22 habitantes, todos ellos en el núcleo de población de ese nombre.

## Patrimonio
Bimón mantiene parte de su estructura urbana tradicional en el grupo de casas próximas al rodal de robles. En total, consta de aproximadamente medio centenar de edificaciones, muchas de las cuales conservan la arquitectura tradicional cántabra. En la parte más baja del pueblo, se constriñen unos pocos edificios en un espacio delimitado por la cercanía de la ribera del pantano, el paso del ferrocarril de FEVE y la carretera. Allí se encuentra la iglesia de San Julián, construida a mediados del siglo XX en sustitución de la antigua que desapareció bajo las aguas del embalse del Ebro. La estructura es muy similar a la de la iglesia de la Población de Yuso con referencias a lenguajes arquitectónicos del pasado, como en este caso el barroco. La portada se rescató de la primitiva iglesia. Tiene una estructura de alfiz de columnas y entablamento, con relieves que recuerdan mucho a los que hay en la portada de San Millón de Servillas (Campoo de Yuso). Es una pieza muy representativa del estilo renacentista del que apenas hay muestras en la arquitectura del sur de Cantabria.
La fiesta patronal se celebra el 24 de agosto en honor a San Bartolomé, siendo características la procesión y la misa solemne celebrada a continuación. Las verbenas nocturnas son uno de los referentes de la zona en cuanto a festejos tradicionales reuniendo a jóvenes y no tan jóvenes alrededor de la campa de la escuela. Antiguamente éstas se realizaban en la campa de las fiestas.